# Argiope maja
Argiope maja är en spindelart som beskrevs av Friedrich Wilhelm Bösenberg och Embrik Strand 1906. Argiope maja ingår i släktet Argiope och familjen hjulspindlar. Inga underarter finns listade i Catalogue of Life.